# FCウニレア・ウルジチェニ
FCウニレア・ウルジチェニ（FC Unirea Urziceni）は、ルーマニア・ウルジチェニに本拠地を置くプロサッカークラブチーム。ルーマニアリーグのリーガ1に所属していた。
本拠地のウルジチェニは人口1万7000人ほどの小都市である。

## 歴史
ドミトゥル・ブクシャル会長の下で急成長を遂げ、2006-2007シーズンより、リーガ1に昇格。ダン・ペトレスク監督は、限られた財政力にも関わらず効果的な補強とチーム作りを行ない、2007-2008シーズンにはルーマニア・カップでCFRクルージュに敗北したものの準優勝という成果を挙げ、UEFAカップ出場権を獲得。2008-09シーズンはUEFAカップに初出場したが、1回戦でドイツのハンブルガーSVに敗れた。同シーズンはリーガ1で初優勝した。5節で首位に立つと、その後も3位以内をキープし続け、終盤に一気に抜き去った。なお、2008-09シーズンに参加した18チームの中でスタジアムの収容人数がもっとも少なかった。
ホームのティネレトゥルイ・スタジアムがUEFAチャンピオンズリーグの基準に満たないため、2009-10シーズンのチャンピオンズリーグの試合はステアウア・スタジアムを借りて行われた。スペインのセビージャFC、ドイツのVfBシュトゥットガルト、スコットランドのレンジャーズFCと同じ組になり、2009年9月17日にアウェーで行われた第1節はセビージャFCに0-2で敗れた。9月29日に行われたVfBシュトゥットガルト戦は5分に先制されたが、ロングボールを多用して48分にダチアン・ヴァルガが同点ゴールを決め、クラブの歴史に残る勝ち点1を獲得した。10月20日の第3節・レンジャーズFC戦はオウンゴールから先制を許したが、逆に相手のオウンゴールで2得点し、最終的に1-4で大勝した。再びレンジャーズFCと対戦した第4節は試合終了間際にマウリス・オノフラシュが同点ゴールを決め、1-1の引き分けに持ち込んだ。3戦連続で勝ち点を獲得して迎えた5節のセビージャFC戦は45分に相手DFイヴィツァ・ドラグティノヴィッチのオウンゴールで先制し、試合終了まで得点を許さずに強豪から勝ち点3を獲得し、決勝トーナメント進出圏内を維持した。試合によって3バックと4バックを使い分け、堅守からの速攻で5試合で7得点を奪った。決勝トーナメント進出をかけた6節のVfBシュトゥットガルト戦は開始11分までに3失点し、47分にアントニオ・セメドが1点を返したが及ばず、1-3で敗れた。グループリーグ6戦を2勝2分2敗（8得点8失点）の勝ち点8で終え、グループ3位でUEFAヨーロッパリーグ出場権を獲得した。その後、ペトレスク監督が補強をめぐり対立し辞任。ヨーロッパリーグではリヴァプールFCに敗北。
2009-2010シーズンはシーズンを2位で終えたが、クラブの急激な成長に伴い深刻な財政難に陥り、主力選手の大半はステアウア・ブカレストへ移籍。冬の中断期間中に、キアジナへの移転が決定したものの破談となった。2010-11シーズンは17位となり、二部降格。2011年7月7日、負債によりリーグ登録のライセンスを取得できず、消滅した。

## タイトル

### 国内タイトル
- リーガ1
  - 2008-09
- リーガ3
  - 2002-03

## 過去の成績
- 2004-2005 　リーガ2　 5位
- 2005-2006 　リーガ2　 2位　昇格
- 2006-2007 　リーガ1 　10位
- 2007-2008 　リーガ1 　5位
- 2008-2009 　リーガ1 　優勝
- 2009-2010 　リーガ1 　2位
- 2010-2011 　リーガ1 　17位 降格

## 歴代監督
- ダン・ペトレスク 2006-2009.12
- ロニー・レヴィ 2009-2010.8
- エウジェン・ナエ(暫定) 2010.8
- オクタヴィアン・グリゴーレ 2010.9-12
- マリアン・パナ 2011

## 歴代所属選手

### GK
- ボグダン・ステレア 2006-2008
- ギエドリウス・アルラウスキス 2008.1-2010

### DF
- パブロ・ブランダン 2007-2010
- エルシン・メフメドヴィッチ 2007-2011

### MF
- ジェイコブ・バーンズ 2008-2009
- リカルド・ゴメス・ヴィラナ 2006-2010

### FW
- ドゥドゥ・ゲオルゲスク 1987-1988
- マリウス・オノフラシュ 2006-2010
- マリウス・ビラシュコ 2007-2010